# Iglesia de Nuestra Señora de la Asunción (Minglanilla)
La iglesia parroquial de Nuestra Señora de la Asunción en Minglanilla (Provincia de Cuenca, España) es un templo de planta de cruz latina con amplio transepto, que consta de una sola nave y tramo de laterales antes de llegar al crucero. 
A los lados del brazo mayor, hay seminaves que comunican con aquel, a través de arcos, teniendo el inicio de la nave izquierda bóveda de arista; el resto cuenta con bóveda de medio cañón sobre cuatro tramos apilastrados y moldura corrida con lunetos. Hay bóveda de media naranja sobre pechinas, en el encuentro con el crucero, que tiene decoración de gajos. El ábside es plano con dos óculos laterales. 
La primera capilla lateral a la derecha es el baptisterio, que cuenta con bóveda de medio cañón y rejería de madera torneada de bolillos, que la separa de la nave principal. 
El inicio de la nave de la derecha está formado por dos capillas. La primera de ellas es la que tiene bóveda de media naranja con linterna. 
El crucero presenta bóveda de medio cañón con lunetos. El coro se sitúa al pie, ocupando el primer tramo de la nave. El fondo del presbiterio se halla recubierto de una plancha de mármol, que sirve de retablo. 
La portada es de estilo renacentista, con pilastras sobre bases encuadrando el arco de medio punto moldurado; friso y cornisa son lisos, con pináculos y bolas herrerianas, con entablamento y ventana superior, de buena factura, que cuenta con buena reja. 
La iglesia está bien construida y se halla bien conservada. Al exterior se reflejan distintos cuerpos, en combinación de varias alturas y líneas quebradas, que conforman un conjunto armonioso. Sus muros son de mampostería, con sillares en las esquinas. 
La torre se halla incrustada en el cuerpo de la iglesia, en el ángulo suroeste, sobre elevado zócalo de cuatro cuerpos, señalados con retablos, sobre imposta, el cuerpo primero y parte del segundo, embebidos por los pies de la iglesia; los restantes, exentos y con un ojo por cara. La cornisa corrida exterior es de las denominadas de «pecho de paloma». Si bien, la cornisa del último tramo de la torre posee moldura mixta. 

## Fuente
- Este artículo incluye contenido derivado de una disposición relativa al proceso de protección, incoación o declaración de un bien cultural o natural publicada en el BOE n.º 54 el 4 de marzo de 2003 (texto), el cual está libre de restricciones conocidas en virtud del derecho de autor de conformidad con lo dispuesto en el artículo 13 de la Ley de Propiedad Intelectual española.